# Barbaggio
Barbaggio (en cors Barbaghju) és un municipi de Còrsega, al departament de l'Alta Còrsega. L'any 1999 tenia 164 habitants.

## Demografia
| 1962 | 1968 | 1975 | 1982 | 1990 | 1999 |
| ---- | ---- | ---- | ---- | ---- | ---- |
| 69   | 73   | 75   | 78   | 111  | 164  |

## Administració
| Període | Identitat   | Partit | Qualitat |  |
| ------- | ----------- | ------ | -------- |  |
| 2001-   | Olivier Mei |        |          |  |